# Рита (фильм, 2010)
«Рита» — российский фильм-мелодрама режиссёра Олега Фесенко 2010 года.

## Сюжет
Женщина среднего возраста Маргарита Валерьевна (Елена Яковлева) работает учителем физики в школе, но по собственной инициативе увольняется. У неё есть сын Роман 13-летнего возраста. У Риты нет мужа, она говорит, что не сложилось, зато есть подруга детства — Таня, у которой Рита зачастую подолгу засиживается, и поклонник — шофёр Валера.
Марго попадает в няньки к олигарху Андрею Сергеевичу (Сергей Жигунов). Он попросил Риту воспитывать его избалованную 13-летнюю дочку Полину. В ходе событий Рита вдруг влюбляется в Андрея Сергеевича, и это чувство взаимно. Они ходят в кафе, на пикник, в театр. В один день Полина желает «выселить» свою воспитательницу из дома: Полина подкладывает свои вещи в сумку Маргарите и заявляет, что та украла их. Рита в обиде уходит, но не увольняется. От стресса Рита приучается курить. В доме Андрея Сергеевича живёт также бабушка, которая следит за хозяйством.
В трудные минуты жизни Андрей Сергеевич в ответ на капризы дочери грозит отправить её к матери, с которой он развёлся. После того, как Марго уходит, он выполняет угрозу. Полина бежит к Рите, та укрывает её в своей квартире, и отношения между Полиной и Ритой налаживаются. Андрей приходит за своей дочерью, но Полина наотрез отказывается ехать к матери. Андрей также успел подраться с Валерой, который приходит к Рите с цветами, но Рита не принимает их.
В конце концов отношения между всеми налаживаются, и Рита с Андреем мирятся.

## В ролях
- Елена Яковлева — 	Маргарита Валерьевна
- Сергей Жигунов — Андрей Сергеевич
- Сергей Газаров — Валера
- Евгения Уралова — Анна Петровна
- Роман Македонский — Рома
- Полина Рахленко — Полина
- Георгий Токаев — Гоша
- Луиджи Тонэт — Ангел-бомж
- Ольга Демидова
- Анастасия Дмитрова